# Абрамов Олександр Лаврентійович
Олекса́ндр Лавре́нтійович Абра́мов (22 грудня 1915  (4 січня 1916) , Москва  — 19 листопада 1987 , Москва ) — радянський футболіст, нападник, тренер. Майстер спорту СРСР.

## Біографія
Народився в Москві. У 1930 році, закінчивши семирічну школу, почав працювати слюсарем на заводі імені М. Калініна. Грати у футбол почав через три роки у третій команді Всесоюзного професійного союзу працівників мистецтв (РАБІС). У 1934–1937 роках працював на фабриці «Тригірна мануфактура імені Дзержинського», де грав за першу збірну фабрики на позиції правого півсереднього нападника. Після призову на військову службу був направлений до команди Білоруського військового округу «Дім Червоної Армії» Смоленськ. Перед сезоном 1938 року переведений до ЦСКА. Дебютував лише в другому колі, забивши сім м'ячів у 11 матчах. Наступного сезону в п'яти іграх забив два голи, а в червні залишив команду. За деякими джерелами, решту сезону Олександр Абрамов провів у тбіліському «Локомотиві», за іншими — за «Локомотив» грав Ашот Абрамов. У 1940 році виступав у чемпіонаті за московські «Металург» і «Крила Рад», а в анульованому чемпіонаті 1941 року провів дев'ять ігор за «Динамо» Мінськ.
Після початку Німецько-радянської війни відмовився від евакуації разом із «Динамо», записався до чинної армії та почав службу в контррозвідці. У складі військ Брянського фронту під час боїв під Мценськом у лютому 1942 року отримав перше поранення. У червні брав участь у боях поблизу станції Студене, а в січні 1943 року був поранений під час Воронезько-Касторненської операції. За проявлену сміливість був представлений до нагородження орденом Червоної Зірки, однак нагородження не відбулося.
Брав участь у штурмі Кенігсберга.
Після закінчення війни у 1946–1947 роках грав за команду Московської обласної ради ДСО «Динамо», а в 1947–1952 — за команду Московського військового округу, де після закінчення Вищої школи тренерів у Москві почав працювати тренером.
У 1952 році працював тренером у збірній Одеського військового округу. З 1953 року протягом трьох років був тренером-інструктором спортивно-масового відділу ЦДРА. За внесок у розвиток футболу отримав звання майстра спорту СРСР.
У сезоні 1957 року став старшим тренером калінінградського «Харчовика». У восьми іграх команда здобула дві перемоги, зазнавши п'ять поразок (три з яких — із великим рахунком), і 25 травня Абрамова було звільнено.
Працював тренером у «Трудових резервах» Липецьк (1958), старшим тренером у «Спартаку» Тамбов (1961–1962), тренером у «Спартаку» Орел (1963).
1981 року вийшов на пенсію. Помер у 1987 році.

### Спортивні досягнення
- Срібний призер чемпіонату СРСР: 1938
- Бронзовий призер чемпіонату СРСР: 1939
- Майстер спорту СРСР

### Військові нагороди
- Медаль «За відвагу» (4 листопада 1943) — нагороджений помічник командира взводу 5-го окремого стрілецького батальйону Управління контррозвідки «СМЕРШ» 2-го Прибалтійського фронту старшина Абрамов за проявлену відвагу в бою за станцію Студене. Кулеметним вогнем знищив 43 ворожих солдатів та офіцерів.
- Орден Вітчизняної війни II ступеня
- Орден Червоної Зірки
- Медаль «За взяття Кенігсберга»
- Медаль «За перемогу над Німеччиною у Великій Вітчизняній війні 1941—1945 рр.»
- Орден Вітчизняної війни I ступеня (6 квітня 1985)